# Tania Palacios Kuri
Tania Palacios Kuri (Santiago de Querétaro, 23 de febrero de 1988) es una política y abogada mexicana, miembro del Partido Acción Nacional. Desde el 1 de septiembre de 2024 es diputada al Congreso de la Unión representando a Querétaro en la LXVI Legislatura. Anteriormente se desempeñó como secretaria de Desarrollo Sostenible en el Municipio de Querétaro (2021-2024), diputada al Congreso del Estado de Querétaro (2018-2021) y secretaria de la Juventud en el gobierno de Francisco Domínguez Servién (2015-2018). En la Cámara de Diputados, fue nombrada presidenta de la Comisión de Turismo.